# Pycnogonum callosum
Pycnogonum callosum is een zeespin uit de familie Pycnogonidae. De soort behoort tot het geslacht Pycnogonum. Pycnogonum callosum werd in 1961 voor het eerst wetenschappelijk beschreven door Losina-Losinsky. 